# David Verser
(en) Statistiques sur pro-football-reference
David Verser (né le 3 janvier 1958 à Kansas City) est un joueur américain de football américain. 

## Carrière

### Université
Verser étudie à l'université du Kansas, jouant avec l'équipe de football américain des Jayhawks.

### Professionnel
David Verser est sélectionné au premier tour du draft de la NFL de 1981 par les Bengals de Cincinnati au dixième choix. Verser a reçu plus de ballons sur kick return que sur des réceptions en plein match. Surtout utilisé comme kick returner, Verser fait quelques apparitions comme en 1981 où sur les six ballons qu'il reçoit, il marque deux touchdown. La saison suivante, il marque un touchdown sur une réception. Jusqu'à la saison 1983 inclus, Verser reste kick returner mais à partir de la saison 1984 il apparaît de moins en moins dans les matchs des Bengals.
En 1985, il change d'équipe, signant avec les Buccaneers de Tampa Bay où il ne joue aucun match comme wide receiver, étant placé à quatre reprises seulement kick returner. Il fait ensuite une année sans club avant de s'engager avec les Browns de Cleveland où il ne fait aucun fait de jeu.

## Statistiques
En six saisons en NFL, Verser a joué cinquante-deux matchs dont un comme titulaire. Il a reçu soixante-trois ballons sur des coups d'envoi pour 1 371 yards (moyenne de 21,1 yards par réception). Il ne marque aucun touchdown. Dans le jeu, il reçoit vingt-trois passes pour 454 yards, marquant trois touchdowns.